# Silvio Costa
Pour les articles homonymes, voir Costa.
 (février 2017).
Silvio Serafim Costa, né le 23 décembre 1956, est un homme politique brésilien,,.